# Parafia Opieki Matki Bożej w Pomarzanach
Parafia Opieki Matki Bożej w Pomarzanach – jedna z 10 parafii leżąca w granicach dekanatu kiszkowskiego. Erygowana w 1930. Mieści się w Łagiewnikach Kościelnych (jest połączona unią personalną z parafią w tej wsi).

## Dokumenty
Księgi metrykalne: 
- ochrzczonych od 1945 roku
- małżeństw od 1945 roku
- zmarłych od 1945 roku